# Mrowna
Mrowna – struga, lewy dopływ Rokitnicy o długości 21,92 km i powierzchni zlewni 44,17 km².
Struga płynie w województwie mazowieckim na Równinie Łowicko-Błońskiej. Jej źródło znajduje się w Lasach Młochowskich na wschód od miejscowości Żelechów. Przepływa przez Przeszkodę, Musuły, Adamowiznę, Grodzisk Mazowiecki, Chlebnię, Stare Kłudno i Tłuste, gdzie uchodzi do Rokitnicy.
Wody Mrownej są zanieczyszczane przez zakłady przemysłowe i kanalizację burzową w Grodzisku Mazowieckim.